# Чигашет
Чигашет — посёлок в Абанском районе Красноярского края России. Входит в состав Почетского сельсовета.

## География
Посёлок находится в северной части района, на левом берегу реки Бирюса, на расстоянии приблизительно 76 километров (по прямой) к северу от посёлка Абан, административного центра района. Абсолютная высота — 148 метров над уровнем моря.

## Население
| 1989 | 2002 | 2010 |
| ---- | ---- | ---- |
| 250  | ↘158 | ↘118 |

Гендерный состав
По данным Всероссийской переписи населения 2010 года 59 мужчин и 59 женщин из 118 чел.
Национальный состав
Согласно результатам переписи 2002 года, в национальной структуре населения русские составляли 94 % из 158 чел.

## Инфраструктура
В посёлке функционируют основная общеобразовательная школа (филиал МКОУ «Почетская СОШ») и фельдшерско-акушерский пункт.

## Улицы
Уличная сеть посёлка состоит из 3 улиц:
- Береговая
- Механизаторов
- Школьная